# Поездка в Висбаден
«Поездка в Висбаден» — советский художественный фильм 1989 года, экранизация повести И. С. Тургенева «Вешние воды».

## Сюжет
Молодой русский помещик Дмитрий Санин путешествует по Европе. Однажды во Франкфурте, заглянув в кондитерскую лавку, ему приходится оказать первую помощь упавшему в обморок мальчику. Старшая сестра мальчика, Джемма Розелли, желая отблагодарить Санина за помощь, приглашает его к ним на ужин. Время за ужином проходит незаметно и Санин опаздывает на дилижанс, которым собирался уехать. Он на несколько дней задерживается во Франкфурте, проводя время за прогулками на природе в обществе Джеммы и её жениха Клюбера. Во время прогулки Джемму оскорбляет офицер, при попустительстве малодушного Клюбера. Санин вступается за честь дамы, бросая вызов офицеру. Дуэль заканчивается благополучно — стрелявший первым Санин промахивается, а его противник Донгоф в ответ стреляет в воздух. Восхищенная мужеством и благородством Санина, Джемма увлекается им, потеряв интерес к своему трусливому жениху. Санин объясняется Джемме в любви и предлагает выйти за него замуж, Джемма соглашается. Санин встречает во Франкфурте своего знакомого князя Полозова, приехавшего из Висбадена за покупками для жены. Нуждаясь в деньгах для предстоящей свадьбы, Санин предлагает Полозову купить недорого его имение. В ответ Полозов предлагает продать имение его жене, поскольку все дела ведёт она, и поехать для этого с ним в Висбаден. Уезжая, Санин обещает Джемме вскоре вернуться и клянется ей в вечной любви, в знак верности она дарит ему свой нательный крестик.
Княгиня Полозова, богатая, очаровательная и порочная женщина, радушно принимает соотечественника, охотно соглашаясь купить его имение. После встречи с Саниным она предлагает мужу пари, что легко соблазнит молодого жениха. Исполняя свой коварный план, Полозова проводит время с Саниным — они вместе гуляют в парке, посещают оперу и всё без её мужа и с его согласия — как выясняется, он играет свою роль только номинально. На следующий день Санин собирается вернуться к невесте во Франкфурт, но Мария Николаевна приглашает его на утреннюю прогулку верхом. Начинается гроза, и они укрываются от непогоды в лесной хижине. Ипполит Полозов проигрывает пари своей жене — княгиня соблазняет Санина, он не может устоять перед её чарами, забыв о своих клятвах невесте и предстоящей свадьбе. Мария Николаевна собирается в Париж, Санин, окончательно потерявший голову и готовый терпеть унижения, стоя на коленях умоляет княгиню разрешить ему ехать вместе с ней. Полозовы и Санин втроём отбывают в Париж, Донгоф, оказавшийся одним из многочисленных поклонников княгини, желает ему удачи. По дороге они встречают синьора Панталеоне, друга семьи Розелли, приехавшего из Франкфурта, но теперь у Санина не хватает смелости даже посмотреть в его сторону.

## В ролях
- Сергей Жигунов — Дмитрий Павлович Санин
- Елена Серопова — Джемма
- Наталья Лапина — Мария Николаевна Полозова
- Зиновий Гердт — Панталеоне
- Зейнаб Боцвадзе — госпожа Розелли
- Вячеслав Молоков — Ипполит Сидорович Полозов
- Евгений Герасимов — Донгоф
- Владимир Шевельков — Клюбер
- Артур Варданян — Эмилио

## Съёмочная группа
- Автор сценария: Алексей Баталов
- Режиссёр: Евгений Герасимов
- Оператор: Сергей Онуфриев
- Художник: Сергей Бочаров
- Композитор: Николай Сидельников
- Звукооператор: Станислав Гурин
- Дирижёр: Эмин Хачатурян

## Дополнительные факты
- Фильм снят при содействии киностудий «Калинкарт Фильм» (Австрия) и «Колиба» (ЧССР)
- В фильме звучит музыка М. И. Глинки, Р. Ди Капуа, Г. Генделя, Г. Доницетти, Д. Мейербера, К. Вебера